# Iyad Ag Ghaly
Iyad Ag Ghaly (Boghassa, 1954) (en árabe: اياد اغ غالي, a veces romanizado como Ag Ghali), también conocido como Abu al-Fadl (en árabe: أبو الفضل), es un líder tuareg maliense de la región de Kidal. En 1988, fundó el Movimiento Popular para la Liberación del Azawad. En la actualidad y desde su creación en 2017  lidera el "Grupo de Apoyo al Islam y a los musulmanes"  (Groupe de soutien à l'islam et aux musulmans GSIM) una coalición que integra a las principales organizaciones terroristas yihadistas relacionadas con Al Qaeda en el área del Sahel en la que se encuentra también Al Sahraoui (Estado Islámico).
En los años 70 formó parte en Libia de las tropas de Gadafi combatiendo en Líbano y en Chad antes de regresar a Malí donde inició la rebelión tuareg de 1990-1996. Fundó y dirigió el Movimiento Popular por la Liberación del Azawad (MPLA), posteriormente Movimiento Popular del Azawad (MPA) antes de firmar la paz en 1992 y unirse al estado de Malí.
A finales de los años 90 empezó a relacionarse con el movimiento islamista armado, viajó y fue contactado en varias ocasiones para negociar la liberación de rehenes occidentales detenidos por los yihadistas. En los años 2000 se acerca cada vez más a estos grupos. En 2012, al inicio de la guerra de Malí, fundó el grupo salafista yihadista Ansar Dine con el objetivo de instaurar la sharia en Malí. A pesar de estar en la lista de los terroristas buscados por Estados Unidos desde febrero de 2013, viaja habitualmente entre el Adrar de los Iforas en Malí y el sur de Libia. Está considerado un hombre con importante influencia en el gobierno de Bamako. También que mantiene apoyo en los servicios de información argelinos.
Tras la muerte en junio de 2020 de Abdelmalek Droukdel por el ejército francés en Mali, Iyad Ag Ghaly es considerado uno de los hombres clave del yihadismo en el Sahel junto a Amadou Koufa y Adnan Abou Walid Sahraoui

## Biografía
Iyad Ag Ghali nació en 1958 en Boghassa en la región de Kidal en Malí. Sus padres son tuaregs de la facción de los Erayakane de la tribu de los Ifoghas. Su padre, Ghaly Ag Babakar murió durante la rebelión tuareg de 1963-1964 tras haber sido acusado por otros rebeldes de ser colaborador del Estado de Malí. Iyad Ag Ghali pasó su infancia en Abeïbara y estudió en Tin-Essako.

### Periodo libio
En 1969 Malí sufre una de las peores sequías que durará varios años. Como muchos otros tuaregs Iyad Ag Ghali deja el país en 1973 y se traslada a Libia pasando por Argelia. En 1975 se incorpora a la Legión Islámica creada por Gadafi en 1972 donde se forma militar e ideológicamente.
En 1982 fue enviado con la Legión Islámica a la guerra de Líbano donde combate contra las Falanges libanesas y el ejército israelí al lado de la OLP. Participa en el sitio de Beirut en 1982 y forma parte de las fuerzas evacuadas de la ciudad el 30 de agosto con Yasir Arafat. En 1983 durante el conflicto entre Chad y Libia va a combatir en el Chad. Regresa a Libia en 1984. De 1985 a 1990 apoyado por el gobierno libio prepara una nueva rebelión tuareg en Malí y forma en 1988 el Movimiento Popular de Liberación del Azawad (MPLA). Se equipa en Libia y organiza su logística en Argelia. Durante este periodo es detenido en varias ocasiones por las autoridades argelinas. Pasa también por Francia y organiza reuniones discretas en cafés del XI Distrito de París.
Según el historiador Pierre Boilley: "En aquella época Iyad y los rebeldes tuaregs exigían convertirse en malienses como los otros. Algunos, evidentemente, soñaban la independencia pero nunca fue puesto sobre la mesa. Sus reivindicaciones se referían a una mejor integración con una autonomía relativa".

### La rebelión de 1990
Durante la noche del 28 al 29 de junio de 1990 a la cabeza de cincuenta hombres, Iyad Ag Ghali sorprende atacando el puesto de policía de la ciudad de Ménaka. Matan a varios gendarmes y logran numerosas armas. Este asalto está considerado como la primera acción que desata la rebelión tuareg entre 1990 y 1996. De julio de 1990 a enero de 1991 Iyad Ag Ghali lanza otros cuatro ataques contra Tarkint, Abeïbara, Boghassa y Toksimen. Por su parte el ejército de Malí lanza una ofensiva en agosto sobre Adrar Tigharghar, el santuario de los rebeldes, pero fracasa.
Se iniciaron negociaciones con el gobierno de Malí en diciembre de 1990 y se organizó una reunión con emisarios de Bamako en Tamanrasset, en presencia de los servicios de inteligencia argelinos. El 6 de enero de 1991, Iyad Ag Ghali firma los Acuerdos de Tamanrasset. El MPLA cambia su nombre para convertirse en el Movimiento Popular de Azawad (MPA). Sin embargo, el acuerdo no establece el federalismo para el Azawad y varios rebeldes dividen el MPA, considerado demasiado dominado por la tribu de Ifoghas. Los Chamanamas fundaron el Frente Popular para la Liberación del Azawad (FPLA) dirigido por Rhissa Ag Sidi Mohamed y Zeidan Ag Sidalamine, y los Imghads, el Ejército Revolucionario de Liberación de Azawad (PMRA) comandado por Abderamane Ghala. El 11 de abril de 1992, cuatro grupos rebeldes, incluido el MPA, agrupados en Movimientos y Frentes unificados del Azawad (MFUA) firmaron el Pacto Nacional con Bamako.
Iyad Ag Ghali se mantiene al frente del MPA, el grupo rebelde más moderado pero también el más importante, y respeta la paz con el estado de Mali. En 1993, sin embargo, estalló un conflicto entre los Ifoghas del MPA y los Imghads del ARLA, este último incluso secuestró a Intalla Ag Attaher, el amenokal de los Ifoghas. Iyad Ag Ghali reunió sus fuerzas y persiguió al Ejército Revolucionario de Liberación del Azawad ARLA de Adrar Tigharghar y la región de Kidal.
El mismo año, organizó una reunión en Gossi para analizar la situación y responder a emergencias. Durante dos años organizó la reinserción y la integración de los miembros de su movimiento en las estructuras del estado de Malí y en la vida socioeconómica. Se convirtió brevemente en periodista y editó el semanario Amawal. También fue nombrado asesor del nuevo presidente de Malí, Alpha Oumar Konaré.
El 26 de marzo de 1996, el Movimiento Popular del Azawad se disolvió durante la ceremonia "Llama de la paz" en Tombuctú, donde se quemaron 3.000 armas.

### Islamización
En su juventud, Iyad Ag Ghali es descrito como un hombre que no es muy religioso, "muy inteligente", un "bon vivant, un poeta". Amaba a las mujeres, incluso bebía alcohol de vez en cuando ”, según Maurice Freund.
A partir de 1996, comenzó a asistir regularmente a las mezquitas y se dedicó a aprender el Corán y los hadizs. El mismo año, se divorció de su primera esposa, de la que tuvo dos hijos, y se volvió a casar con Anna Walet Bicha, una veterana rebelde, hija de un colono francés y de una targuí de la tribu de los Ifoghas, divorciada de El Hadj Ag Gamou, líder del ARLA. La pareja se estableció en Kidal, frecuentada por predicadores pakistaníes de Jamaat al-Tabligh, y en 1998 se unió a la Dawa. A partir de 1999 cambian sus costumbres, Anna Walet decide llevar velo, Iyad Ag Ghali pasa la mayoría de su tiempo libre en la mezquita. La radicalización va en paralelo al aumento del sentimiento antioccidental. De 1998 a 2000, Iyad Ag Ghali realiza varios viajes a través de Mali, África y a Peshawar.
A principios de la década de 2000, Iyad Ag Ghali fue conquistado por el fundamentalismo, pero siguió siendo hostil al yihadismo, el terrorismo y los atentados. En 2003, los yihadistas de Grupo Salafista para la Predicación y el Combate (GSPC) secuestraron a turistas occidentales por primera vez. Atrapados en Argelia, algunos son entregados a Mokhtar Belmokhtar, entonces activo en el norte de Mali. El gobierno maliense envió entonces a Iyad Ag Ghali y Baba Ould Choueikh para negociar la liberación de los rehenes con Abou Zeid. Tras la negociación, los turistas occidentales fueron liberados el 18 de agosto a cambio de un rescate de cinco millones de euros.

### La rebelión de 2006
Muchos tuareg creen que las promesas del Pacto Nacional no se han cumplido y el 23 de mayo de 2006, estalló una nueva y breve revuelta. Iyad Ag Ghali fundó con Ibrahim Ag Bahanga, Hassan Ag Fagaga y Ahmada Ag Bibi, la Alianza Democrática del 23 de mayo para el Cambio (ADC) y se convirtió en su secretario general. El levantamiento terminó con los Acuerdos de Argel, concluidos el 4 de julio de 2006.
Mientras Malí ve surgir una tercera rebelión tuareg de 2007 a 2009, el 21 de noviembre de 2007, Iyad Ag Ghali fue nombrado asesor consular de Malí, en Yeda, Arabia Saudita, un puesto que eligió para poder ir todos los viernes a La gran oración de La Meca. Pero tras la sospecha por parte de los sauditas de estar en contacto con Al Qaeda, fue expulsado en 2010. Se trasladó a Francia con su esposa y frecuentaba una mezquita en el distrito 8 de París antes de regresar a Mali.
Poco después de su regreso, el gobierno de Malí lo llamó nuevamente para negociar con el AQMI la liberación de cuatro rehenes franceses, empleados de Areva secuestrados en Arlit.

### La rebelión de 2012
En 2011, Muammar Gaddafi fue derrocado y asesinado durante la guerra civil libia, muchos combatientes tuareg de su ejército regresaron a Malí, donde se estaba gestando una nueva rebelión.
A finales de 2011, se fundó el Movimiento Nacional para la Liberación del Azawad (MNLA). Iyad Ag Ghali apareció en Zakak y reclamó el mando, pero los cuadros de la futura rebelión sospechaban que estaba vinculado a Argelia y eran hostiles al islamismo. Prefieren a su sobrino, Bilal Ag Acherif, como secretario general, y Mohamed Ag Najem, excoronel del ejército libio, como jefe militar. Unos días después, en Abeïbara, Ag Ghali solicitó la sucesión de Intalla Ag Attaher, el amenokal de los Ifoghas, pero este último y los notables de la tribu prefirieron a uno de los hijos del amenokal, Alghabass Ag Intalla.
Iyad Ag Ghali posteriormente se dirige a su sobrino, Abdelkrim al-Targui, jefe de una katiba del AQMI y ofrece sus servicios con sus cincuenta seguidores. Informado, Abdelmalek Droukdel, jefe de AQMI, prefiere usar la táctica del "caballo de Troya" y está a favor de que Iyad Ag Ghali forme su propio movimiento que podría servir como un movimiento con mejor imagen en el ámbito local.

#### Ansar Dine
A principios de 2012, Ag Ghali fundó su propio grupo, Ansar Dine, los "Defensores de la religión". Inicialmente, el movimiento se inició con solo 300 hombres, pero rápidamente muchos combatientes se unieron a Iyad Ag Ghali, atraídos por el carisma del líder rebelde, y en pocos meses Ansar Dine superó al MNLA y se convirtió en el grupo rebelde más importante en el norte de Malí.
Ansar Dine adopta una línea abiertamente salafista, está estrechamente relacionado con Al Qaeda en el Magreb Islámico, y a diferencia del Movimiento Nacional para la Liberación del Azawad que reclama la independencia del Azawad, Iyad Ag Ghali se opone a cualquier partición de Malí y afirma que el objetivo de su grupo es establecer una República Islámica en Malí y establecer la Sharía en todo el país. Sin embargo, según algunas fuentes, Iyad Ag Ghali manipula al gobierno de Malí y a los grupos rebeldes para hacerles creer que no se ha convertido completamente en yihadismo.
Con Ansar Dine recibe según informe de Naciones Unidas el pago de 400.000 euros de los líderes de la brigada del Sahel del AQMI denominada brigada de Tariq ibn Ziyad.
Aguelhok fue tomado por rebeldes y yihadistas el 24 de enero de 2012, seguido de Tessalit el 10 de marzo de 2012 después de un asedio de casi dos meses.  Durante el ataque de Aguelhok según Naciones Unidas combatientes bajo su mando atacaron a estudiantes y profesores del Institut de Formation des Maîtres. El 26 de marzo, Ansar Dine y el MNLA atacan la ciudad de Kidal defendida por las tropas del coronel Ag Gamou. El 30 de marzo de 2012 el ejército maliense se ve obligado a abandonar Kidal e Iyad Ag Ghali hizo una entrada triunfal al frente de una procesión de vehículos. También el 30 de marzo de 2012 toman Gao y dos días después, el 1 de abril, las tropas de FLNA y MNLA tomaron Tombuctú sin resistencia. Ag Ghali llegó al día siguiente acompañado por las fuerzas de AQMI dirigidas por Djamel Okacha, Abou Zeid y Mokhtar Belmokhtar. Toma el control de la ciudad y expulsa a los rebeldes tuareg y árabes, reprime el saqueo, distribuye alimentos e inmediatamente aplica la ley de la Sharía. Luego, el 14 de abril, para demostrar que él es el hombre fuerte en el norte de Malí, Iyad Ag Ghali liberó sin compensación a los 160 soldados malienses hechos prisioneros por sus tropas en Aguelhok, Tessalit y Kidal.
El MNLA intenta acercarse a Ansar Dine para deshacerse del AQMI y el MUJAO. El 27 de mayo de 2012, los dos movimientos anunciaron su fusión y la creación del Consejo de Transición del Estado Islámico del Azawad. Pero 24 horas después de su firma, el acuerdo fue roto por los dirigentes del MNLA. El 27 de junio, en Gao, estallaron combates entre el MNLA y los yihadistas de AQMI y MUJAO. Al día siguiente, Ag Ghali entró en esta ciudad a la cabeza de 60 vehículos y varios cientos de hombres. El 30 se reunió con los jefes del MNLA y se concluyó un alto el fuego. Sin embargo, la lucha se reanudó en noviembre y los rebeldes independentistas tuareg fueron expulsados de Ménaka, la última ciudad bajo su control en Azawad. El norte de Malí estaba entonces casi completamente controlado por grupos yihadistas. Ansar Dine posee la región de Kidal y la mayor parte de la región de Tombuctú, que comparte con AQMI.

### Intervención militar francesa, desde 2013
En enero de 2013, los yihadistas lanzaron una ofensiva en el sur de Malí, de la cual Iyad Ag Ghali fue el principal iniciador. El 9 de enero, dirigió el asalto a la ciudad de Konna que fue conquistada. Sin embargo, este ataque provocó la intervención militar del ejército francés y varios países africanos al día siguiente. Los yihadistas de Ansar Dine y AQMI abandonan a Konna, así como a Tombuctú y a Kidal, y recurren a Adrar Tigharghar, en Adrar de los Iforas.
Con el cambio de equilibrio de poder, muchos combatientes abandonaron Ansar Dine y fundaron a finales de enero el Movimiento Islámico del Azawad (MIA), que unos meses después se unió al Alto Consejo para la Unidad del Azawad (HCUA) . Alghabass Ag Intalla y Cheikh Ag Aoussa asumen el liderazgo del grupo, pero se sospecha, a pesar de sus negativas, de mantenerse todavía en contacto con Iyad Ag Ghali El 27 de enero de 2013, la aviación francesa bombardeó y destruyó la casa de Ag Ghali en Kidal.
A finales de febrero, los franceses y los chadianos atacaron a Adrar Tigharghar, el santuario principal para los yihadistas en Malí. Ansar Dine declara en un comunicado que Iyad Ag Ghaly continúa liderando la lucha. Durante la batalla de Tigharghâr, le falta poco para morir durante un bombardeo francés el 23 de febrero, el mismo que habría matado a Abu Zeid. La base yihadista es tomada por las fuerzas franco-chadianas, pero Iyad Ag Ghaly sobrevive a los combates y logra huir.
Después de la batalla del Tigharghâr, Iyad Ag Ghali desaparece. Se presentan varias hipótesis sobre la región donde podría haber encontrado refugio. Se menciona el sur de Libia, así como el sur de Argelia y, más particularmente, los alrededores de Tinzaouten, donde habría estado ubicado en enero de 2014. Su esposa vive en Tamanrasset. También podría estar activo en el extremo norte de Malí, en la región de Kidal. El grupo Ansar Dine entró en guerra de guerrillas, al igual que los otros movimientos yihadistas. Sin embargo, a diferencia de AQMI, Ansar Dine no reclamó ningún secuestro o ataque contra civiles. Algunos líderes políticos malienses abrigaron la esperanza de que Iyad Ag Ghali, anteriormente cercano al gobierno maliense, pudiera ser "recuperable" y expresó el deseo de negociar con él. Sin embargo, esta opción es rechazada por Francia, que considera que Iyad Ag Ghali es un objetivo que debe ser asesinado como una prioridad. Le Monde y Jeune Afrique también indicaron en 2017 que, según una fuente del Ministerio de Defensa francés, Iyad Ag Ghali se beneficiaría de la protección de los servicios argelinos y podría esconderse con su familia en Tin Zaouatine, una ciudad argelina ubicada en la frontera con Mali.
El 26 de febrero de 2013, el Departamento de Estado de los Estados Unidos designó oficialmente a Iyad Ag Ghali como terrorista.
En 2013, se dijo que jugó un papel en las negociaciones para la liberación de cuatro rehenes franceses secuestrados en Arlit en 2010.
Iyad Ag Ghali reaparece en un video publicado el 29 de julio de 2014, afirma, sin dar detalles, ataques con cohetes y atentados suicidas. Reafirma su objetivo de establecer la ley de la sharia y de "deshacerse de los cruzados, Francia primero". Acusa a Francia de querer colonizar Malí nuevamente para saquear las riquezas: oro, cobre y uranio. No hace referencia a AQMI, pero declara apoyar a sus "hermanos en la yihad" en Nigeria, la República Centroafricana, Siria, Irak, Pakistán, Afganistán, Somalia, Egipto y Yemen.
En un documento de audio hecho público en octubre de 2015, Iyad Ag Ghali anuncia que rechaza el acuerdo de Argel y amenaza a la CMA, firmante del tratado.
Según Le Monde, en 2016, un servicio secreto occidental vio a Iyad Ag Ghali en el hospital de Tamanrasset, en Argelia3. Se envían dos falsos médicos para que lo retiren, pero Iyad Ag Ghali cambia de habitación en el último momento y la operación falla3.
El 30 de octubre de 2016, el Imam Mahmoud Dicko, Presidente del Alto Consejo Islámico (HCI), declaró haber recibido, después de ocho meses de discusiones, una carta de Iyad Ag Ghali en la que este último anunciaba "el cese de los ataques a todos la extensión del territorio ”. Pero Ansar Dine negó estas declaraciones el 2 de noviembre.

#### Grupo de Apoyo al Islam y a los Musulmanes
El 2 de marzo de 2017, varios grupos yihadistas en África Occidental anunciaron su fusión con el Grupo de Apoyo al Islam y a los Musulmanes GISM en sus siglas en francés. Iyad Ag Ghali, Djamel Okacha, Amadou Koufa, Abou Hassan al-Ansari y Abou Abderrahman El Senhadji aparecen en un video. Anuncian su reunión en una sola estructura y prometen lealtad a Ayman al-Zawahiri, el emir de al-Qaeda; a Abdelmalek Droukdel, el emir de AQMI; y Haibatullah Akhundzada, el emir de los talibanes. Iyad Ag Ghali es designado como el líder de este movimiento.
Según Aurélien Tobie, investigador del Instituto Internacional de Investigación de la Paz de Estocolmo, Iyad Ag Ghali "goza de una gran autoridad entre los grupos insurgentes, porque es un maliense con un halo de su pasado como líder rebelde. Esta unión dentro de JNIM corresponde al deseo de Al-Qaeda de anclar localmente ". Para André Bourgeot, antropólogo y director de investigación en el CNRS: "Ya no es una relación con el origen étnico, sino con el Islam, por lo que la lucha adquiere una dimensión universal. La estrategia de Iyad es construir sobre grupos ya activos y capitalizar la ira de las comunidades contra el gobierno de Mali ".
En febrero de 2020 el presidente de Mali Ibrahim Boubacar Keïta hizo una oferta de diálogo a Iyad Ag Ghali y Amadou Koufa sin resultados (a fecha de junio de 2020).
En junio de 2020 se anunció la muerte de Abdelmalek Droukdel en una operación de las fuerzas especiales francesas en Talhandak, a 150 kilómetros al noroeste de Tessalit en el norte de Malí cerca de la frontera con Argelia y la detención de varios de sus seguidores.